# Джамбул (Казибек-бійський сільський округ)
Джамбу́л (каз. Жамбыл) — село у складі Жетисайського району Туркестанської області Казахстану. Входить до складу Казибек-бійського сільського округу.
У радянські часи село було частиною села Отділення № 4 совхоза Джетисайський.
Населення — 1551 особа (2021; 1506 у 2009, 1292 у 1999, 936 у 1989).